# Robert Planquette

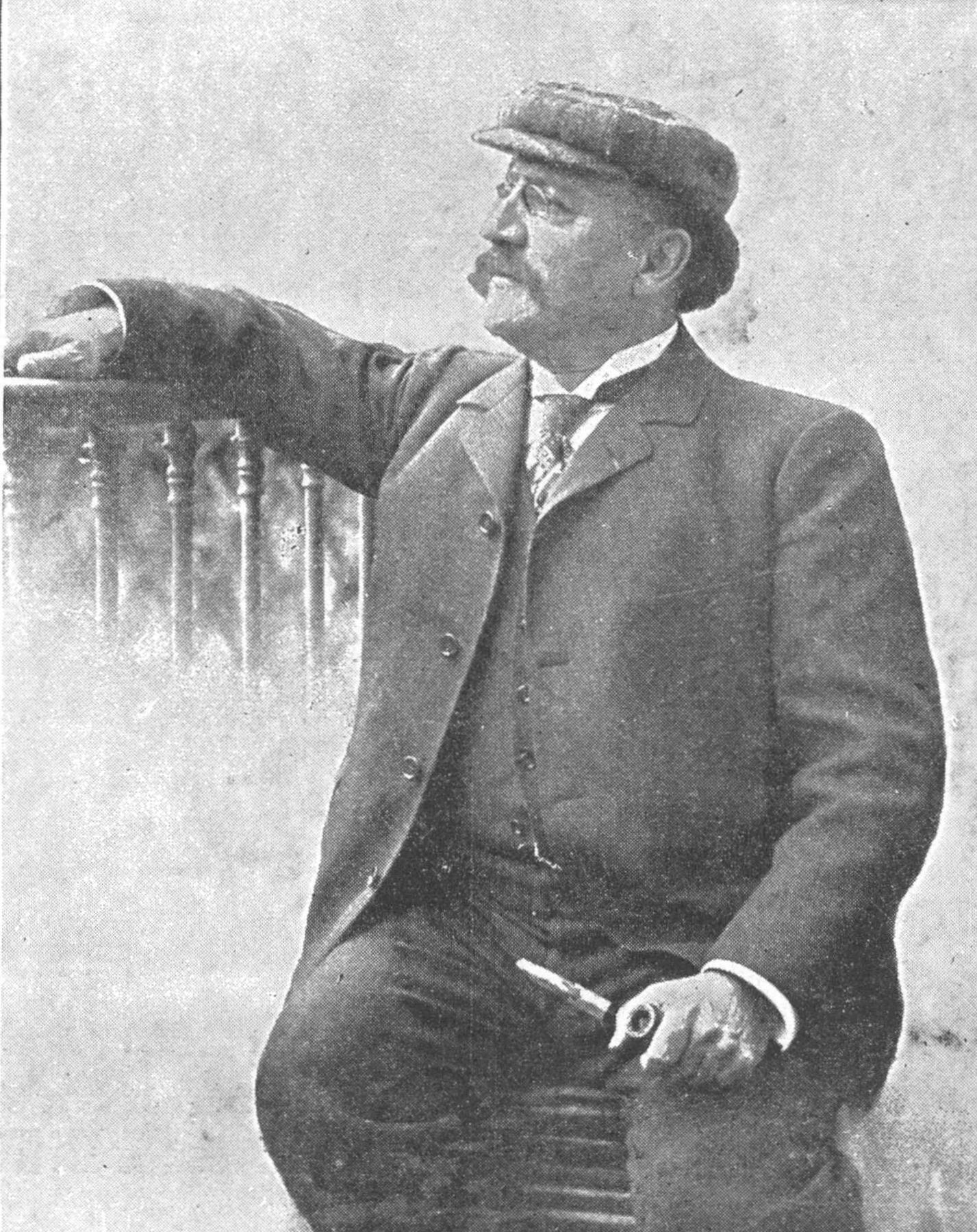
Robert Planquette

Robert Jean Julien Planquette (* 31. März 1848 in Paris; † 28. Januar 1903 ebenda) war ein französischer Komponist von Gebrauchsmusik, insbesondere von Operetten.
Über seine Kindheit und Jugend ist wenig bekannt, so wird neben dem oben angeführten Geburtsdatum gelegentlich der 31. Juli 1850 genannt. Nach dem Besuch des Pariser Konservatoriums erwarb er sich seinen Lebensunterhalt durch das Anfertigen von Klavierauszügen damals beliebter Operetten. Nebenbei komponierte er. Nach dem Krieg von 1870/1871 begann er kleine einaktige Operetten zu komponieren, die in Konzert-Cafés aufgeführt wurden. Durch den sich einstellenden Erfolg angeregt, schuf er beinahe 20 abendfüllende Werke. Zu seinen bekanntesten Operetten zählt neben Rip-Rip das 1877 uraufgeführte Stück Die Glocken von Corneville sowie das Lied Le régiment de Sambre et Meuse, welches später von Joseph Rauski zum Militärmarsch arrangiert wurde. Seine Zeitgenossen beschreiben die heute nur mehr sehr selten gespielten Werke Planquettes als zierlich, graziös, anmutig und heiter sowie von guter handwerklicher Qualität.

## Werke

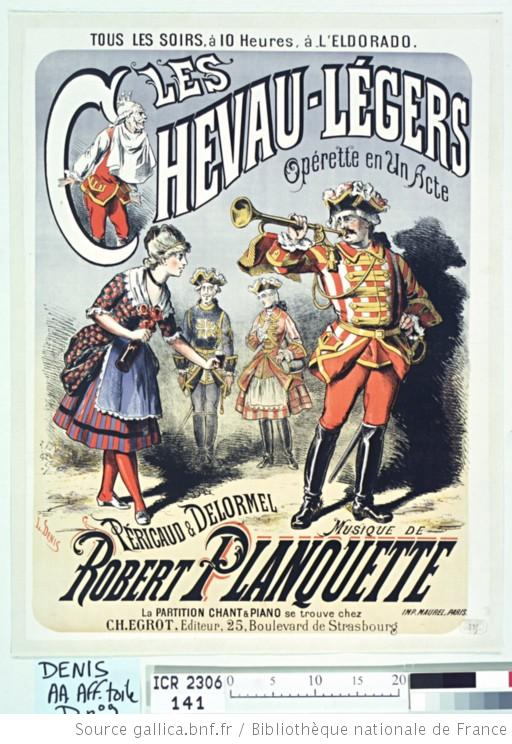
Operette Les Chevaux-légers

- Méfie-toi de Pharaon, Operette in einem Akt, Uraufführung 1872 im Pariser Eldorado
- Le Serment de Mme Grégoire, Uraufführung 1874 im Eldorado
- Paille d’avoine, Operette in einem Akt, Uraufführung 12. März 1874 im Théâtre des Délassements-Comiques
- Le valet de coeur, Operette in einem Akt, Uraufführung 1875 im Alcazar d’Elite
- Les Cloches de Corneville, Operette in vier Akten, Uraufführung 19. April 1877 im Théâtre des Folies-Dramatiques
- Le Chevalier Gaston, Operette in einem Akt, Uraufführung 8. Februar 1879 im Monte Carlo
- Les Voltigeurs de la 32ème, Operette in drei Akten, Uraufführung 7. Januar 1880 im Renaissance
- La Cantinière, Operette in drei Akten, Uraufführung 26. Oktober 1880 Théâtre de Nouveautés
- Les Chevaux-légers, Operette in einem Akt, 1882
- Rip van Winkle (Rip-Rip), Operette in drei Akten, 1882, Uraufführung 14. Oktober im Comedy Theatre, London
- Nell Gwynne (La Princesse Colombine), Operette in drei Akten, Uraufführung 7. Februar 1884 im Avenue Theatre, London
- La Crémaillere, Operette in drei Akten, Uraufführung 28. November 1885 im Nouveautés
- Surcouf, Operette in drei Akten, Uraufführung 6. Oktober 1887 im Folies-Dramatiques
- Captain Thérése, 1887, Operette in drei Akten, Uraufführung 25. August 1890 im Prince of Wales, London
- La Cocarde tricolore, Operette in drei Akten, Uraufführung 12. Februar 1892 im Folies-Dramatiques
- Le Talisman, Operette in drei Akten, Uraufführung 20. Januar 1893 im Théâtre de la Gaîté
- Panurge, 1895, Operette in drei Akten, Uraufführung 22. November 1895 im Gaîté
- Mam’zelle Quat’sous, Operette in vier Akten, Uraufführung 19. April 1897 im Gaîté
- Le fiancé de Margot, Operette in einem Akt, 1900